# Jessie (serial)
Jessie este un serial Disney Channel care a avut premiera originală pe 30 septembrie 2011 și pe 10 martie 2012 în România. Personajul principal este Jessie, o adolescentă de 18 ani venită din Texas, prietenoasă și distractivă. Ea are visuri mari pentru New York și este hotărâtă să le transforme în realitate. Serialul a fost prelungit pentru un al doilea sezon. Pe data de 9 ianuarie 2015 a apărut cel de al patrulea sezon (în S.U.A., ultimul sezon).

## Distribuția

### Personaje principale
- Jessie Prescott (Debby Ryan) o adolescentă de 19 ani venită din Texas, prietenoasă și distractivă. Ea este noua bonă a familiei Ross, treaba ei fiind să aibă grijă de cei 4 copii neastâmpărați în timp ce părinții lor sunt tot timpul ocupați.
- Emma Ross (Peyton List) are 13 ani și este singurul copil biologic al familiei Ross. Se înțelege foarte bine cu Zuri și de multe ori se ceartă cu ceilalți doi frați ai ei. Chiar dacă uneori este puțin aeriană, ea se străduiește mereu să facă totul perfect.
- Luke Ross (Cameron Boyce), un băiețel neastâmpărat de 12 ani pasionat de jocuri video și break dance. Este îndrăgostit de bona lui, Jessie, și mereu încearcă să-i atragă atenția.
- Ravi Ross (Karan Brar), originar din India, este cel mai nou copil adoptat de familia Ross. Are 10 ani și este foarte atașat de cultura țării lui dar în același timp este încântat de America.
- Zuri Ross (Skai Jackson), o fată de 8 ani care a fost adoptată din Africa de cum a venit pe lume.Este foarte creativă și are câțiva prieteni imaginari.
- Bertram Winkle (Kevin Chamberlin), majordomul familiei Ross. De multe ori se plânge despre cât de mult urăște slujba aceea. Îi place branza și să moțăie pe canapea. În trecut a fost luptător de box și avea păr. De obicei nu-i pasă ce fac copii Ross dacă nu fac mizerie. Vrea să pară că o urăște, însă aceasta îi este chiar foarte dragă, devenindu-i o prietenă de încredere. Adeseori îi spune să se mute în Texas.

### Personaje secundare
- Tony (Chris Galya), portarul clădirii unde locuiește familia Ross și fostul iubit al lui Jessie.
- Morgan Ross (Charles Esten), tatăl celor patru copii Ross și faimos regizor de film. El este prieten cu George Lucas.
- Christina Ross (Christina Moore), mama celor patru copii Ross și un fost supermodel și în prezent magnat de afaceri.
- Mrs. Kipling (Frank), animalul de companie al familiei Ross, o șopârlă de apă asiatică care e singurul prieten al lui Ravi.
- Rhoda Chesterfield (Carolyn Hennesey), vecina familiei Ross de la un etaj în jos. Aceasta urăște familia Ross, dar este adeseori îndrăgostită de Bertram.

### Personaje minore
- Ally Dawson - Laura Marano
- Austin Moon - Ross Lynch
- Trish de la Rosa - Raini Rodriguez
- Dez Wade - Calum Worthy
- Teddy Duncan - Bridgit Mendler
- PJ Duncan - Jason Dolley
- Mr. Moseby - Phil Lewis
- Delia Delfano - Sarah Gilman
- Logan Watson - Austin North
- Parker Rooney - Tenzing Norgay Trainor
- Joey Rooney - Joey Bragg
- Shaylee Michaels - Maia Mitchell